# Африканская партия независимости Кабо-Верде
Африканская партия независимости Кабо-Верде, ПАИКВ (порт. Partido Africano da Independência de Cabo Verde, PAICV) — левая политическая партия Республики Кабо-Верде, созданная в январе 1981 года путём преобразования на территории Республики Кабо-Верде Африканской партии независимости Гвинеи и Кабо-Верде.

## История партии

### Партия на пути к достижению независимости Кабо-Верде
C 1961 года на территории португальской автономной провинции Кабо-Верде (до 1986 года в отечественной литературе использовалось название «Острова Зелёного Мыса») действовали подпольные ячейки Африканской партии независимости Гвинеи и Кабо-Верде (ПАИГК), идеи которой о создании единого с португальской Гвинеей государства, независимого от Португалии, не получили широкой поддержки у большинства населения Кабо-Верде (более 60 % которого составляли мулаты — потомки смешанных браков португальцев в XV—XIX веках, которые не считали себя африканцами) и на территории Кабо-Верде не было вооружённой освободительной войны.
В ходе португальской «революции гвоздик» 24 марта 1974 года в рамках ПАИГК был создан Комитет Кабо-Верде (председатель — Аристидиш Перейра, генеральный секретарь ЦК ПАИГК), который вступил в переговоры с новым правительством Португалии, потребовав предоставления независимости Кабо-Верде одновременно с признанием независимости Республики Гвинея-Бисау (провозглашена в сентябре 1973 года). Сначала португальская сторона отказалась рассматривать вопрос о независимости Кабо-Верде одновременно с признанием независимости Республики Гвинея-Бисау, указав на то, что ПАИГК не является представителем интересов жителей автономной провинции Кабо-Верде, большинство которых с 1961 года являются гражданами Португалии и предпочитают сохранить связи с ней в форме автономии.
В июне 1974 года Португалия признала ПАИГК законным представителем населения Кабо-Верде и достигла с ней соглашения о предоставлении независимости Кабо-Верде 5 июля 1975 года и создании переходного правительства, которое было создано 30 ноября 1974 года при провозглашении автономной Республики Кабо-Верде (половину членов правительства назначила ПАИГК, половину — Португалия).
5 июля 1975 года была провозглашена независимость Республики Кабо-Верде, президентом которой стал Аристидиш Перейра, являвшийся с июля 1973 года генеральным секретарём Центрального комитета ПАИГК.

### В составе правящей партии двух государств
С июля 1975 года по ноябрь 1980 года ПАИГК являлась единой правящей партией в Республике Кабо-Верде и в Республике Гвинея-Бисау и проводила работу по созданию единого социалистического государства, включающего Кабо-Верде и Гвинею-Бисау. Съезды ПАИГК проводились в городе Бисау, столице Республики Гвинея-Бисау, где располагались также Политическое бюро и Секретариат Центрального Комитета ПАИГК (аппарат Генерального секретаря ЦК ПАИГК находился в городе Прая), большинство членов которых составляли выходцы из Кабо-Верде (преимущественно — этнические мулаты).
Вследствие экономических проблем и нарастания противоречий между кабо-вердианско-мулатским руководством ЦК ПАИГК и правительством Республики Гвинеи-Бисау (состоявшего преимущественно из представителей народов банту, коренных жителей Гвинеи-Бисау), 14 ноября 1980 года председатель Совета государственных комиссаров (правительства) Республики Гвинея-Бисау Жуан Бернарду «Нино» Виейра в ходе бескровного переворота отстранил от власти председателя Государственного Совета Республики Гвинея-Бисау Луиша Кабрала и других мулатов — выходцев из Кабо-Верде, которые были вынуждены покинуть Гвинею-Бисау (Луиш Кабрал был заключён в тюрьму).
В январе 1981 года в Республике Кабо-Верде ПАИГК была переименована в Африканскую партию независимости Кабо-Верде (ПАИКВ), генеральный секретарь ЦК ПАИГК Аристидиш Перейра стал Генеральным секретарем ЦК ПАИКВ. Из программы и устава ПАИКВ были исключены положения о создании единого с Республикой Гвинеи-Бисау государства. ПАИКВ стала национальной партией Республики Кабо-Верде.

### Монопольное правление национальной партии
На протяжении 1981—1990 годов ПАИКВ являлась единственной политической партией в Республике Кабо-Верде, руководящая и направляющая роль которой в государстве и обществе была закреплена в конституции страны.
На партийном съезде в феврале 1990 года ПАИКВ одобрила введение в Республике Кабо-Верде многопартийной системы. Была отменена статья конституции о монополии партии, её руководящей и направляющей роли в государстве и обществе.
В июле 1990 года Аристидиш Перейра был снят с должности Генерального секретаря ЦК ПАИКВ, и в августе того же года Генеральным секретарём ЦК ПАИКВ был избран Педру Пиреш, являвшийся с июля 1975 года премьер-министром Республики Кабо-Верде.

### Партия в многопартийной системе
На первых многопартийных парламентских выборах 13 января 1991 года партия проиграла новой политической партии — Движению за демократию (МПД) (порт. Movimento para a Democracia, MpD) и получила лишь 23 из 79 мест в Национальной ассамблее. В феврале президентом избран Антониу Машкареньяш Монтейру, кандидат от Движения за демократию, победивший кандидата от ПАИКВ Аристидиша Перейру.
Агитация Движения за демократию строилась на «антиафриканизме» и теории «атлантической нации», сутью которых был отказ от африканского прошлого и связей с африканскими государствами, с усилением ориентации на страны Европы и США. Это выразилось, в частности, в изменении флага Республики Кабо-Верде с панафриканских цветов на «европейскую» сине-бело-красную гамму цветов, что было установлено новой конституцией Республики Кабо-Верде, вступившей в силу 25 сентября 1992 года.
На парламентских выборах в декабре 1995 года ПАИКВ получила только 21 место из 72 и Движение за демократию сохранило большинство мест в Национальной ассамблее. В 1996 году Антониу Машкареньяш Монтейру был избран президентом страны на новый срок.
На парламентских выборах 14 января ПАИКВ получила 40 мест и заняла лидирующую позицию. На президентских выборах 11 и 25 февраля победу одержал кандидат от ПАИКВ, Педру Пиреш, набрав 50,01 % голосов, обойдя кандидата от Движения за демократию Карлуша Вейгу на 12 голосов.
На парламентских выборах 22 января 2006 года ПАИКВ получила 41 место. На президентских выборах 12 февраля победу вновь одержал Педру Пиреш (50,98 % голосов), обойдя Карлуша Вейгу, кандидата от Движения за демократию.

## Руководители партии

### Генеральные секретари ЦК ПАИКВ (1981—1993)
- январь 1981 — август 1990 — Аристидиш Перейра;
- август 1990 — август 1993 — Педру Пиреш

### Президенты ПАИКВ
- август 1993 — июнь 2000 — Педру Пиреш
- с июня 2000 — Жозе Мария Перейра Невеш

## Символы партии
Эмблема и флаг партии описаны в статусе партии, принятом на VIII съезде ПАИКВ, состоявшемся в городе Прая 20 сентября 1997 года.

«Статья 3. Символы.

1. Символами ПАИКВ являются её эмблема и её флаг.

2. Эмблемой является прямоугольник, разделённый на три меньших прямоугольника различной величины, расположенные сверху вниз в следующем виде: 

а. главный прямоугольник жёлтого цвета, на котором расположена пятиконечная звезда, концы которой касаются сторон прямоугольника, по одному — верхнего, левого и правого краёв, и два конца касаются нижней стороны прямоугольника;

b. зелёный прямоугольник;

c. красный прямоугольник, на котором изображена аббревиатура названия партии — PAICV;

d. вышеуказанные прямоугольники разделены узкими горизонтальными полосками;
3. Флагом является прямоугольное полотнище, разделённое на два поля:

a. три вертикальных полосы, равных по площади, слева направо — зелёная, красная и жёлтая;

b. главное белое поле, имеющее в середине чёрную пятиконечную звезду. Акроним партии PAICV расположен под звездой.»

## Результаты на выборах
| Год  | Голоса  | %         | Депутаты | +/- | Статус        |
| ---- | ------- | --------- | -------- | --- | ------------- |
| 1975 | 100 835 | 95,6 (#1) | 56 из 56 |     | Правительство |
| 1980 | 141 244 | 93,0 (#1) | 63 из 63 | ▲7  | Правительство |
| 1985 | 92 865  | 94,0 (#1) | 83 из 83 | ▲20 | Правительство |
| 1991 | 39 673  | 33,6 (#2) | 23 из 79 | ▼60 | Оппозиция     |
| 1995 | 45 263  | 29,8 (#2) | 21 из 72 | ▼2  | Оппозиция     |
| 2001 | 67 860  | 49,5 (#1) | 40 из 72 | ▲19 | Правительство |
| 2006 | 88 965  | 52,3 (#1) | 41 из 72 | ▲1  | Правительство |
| 2011 | 117 967 | 52,7 (#1) | 38 из 72 | ▼3  | Правительство |